# 殷張蘭熙
張蘭熙（1920年9月12日—2017年12月22日），原籍湖北枝江，父親是中國人，母親是美國人，畢業於華西協合大學外文系、哈佛大學研究，1949年隨夫婿殷之浩來台灣，曾任東吳大學外文系副教授、中華民國筆會副會長、執行秘書、會長等職。1990年於國際筆會（International PEN，IPEN）第55屆世界大會，殷張蘭熙獲選為國際筆會副會長（Vice President），此為一終身性殊榮。 
張蘭熙應是台灣最早有系統作台灣文學英譯的人，1961年美國新聞處資助Heritage Press出版社英譯台灣的小說和新詩，她即是《新聲》（New Voices）一書的主編。1972年《中華民國筆會季刊》創刊，她長期擔任季刊主編至1992年為止，將台灣當代文學英譯推介到國際，為台灣文學在國際上發聲，她亦致力於推展國際文化交流工作，有民間的「文藝使節」之稱。
曾出版《One Leaf Falls》詩集，譯作有《綠藻與鹹蛋》（Green Seaweed and Salted Eggs）、《象牙球與其地》（Ivory Balls and Other Stories）、《智慧的燈》（Lamp of Wisdom）、《城南舊事》（林海音原著，張蘭熙、齊邦媛翻譯，香港中文大學出版）。
張蘭熙的母親來自美國維吉尼亞州，1917年嫁給枝江人張承槱。張蘭熙的夫婿是大陸工程公司的創辦人殷之浩，兩人育有一男兩女，么女即是台灣知名的女企業家殷琪。張蘭熙晚年患了失憶症，2006年自美國返台定居。2017年12月22日逝世，享耆壽97歲。

## 外部連結
- 國家圖書館-當代文學史料影像全文系統[永久]
- 中華民國筆會（Taipei Chinese Center, International P.E.N.） （页面存档备份，存于）
- 《中華民國筆會季刊》（THE TAIPEI CHINESS PEN）-當代台灣文學英譯 （页面存档备份，存于）
- 《一生中的一天》「蘭熙」篇 齊邦媛 爾雅出版社 2004年
- 《巨流河》-「譯介台灣文學的橋樑—中華民國筆會」篇 齊邦媛 天下文化出版 2009年 （页面存档备份，存于）